# Osmeh
Osmeh je radnja kojom pokazujemo opuštenost psihosomatskog statusa pojedinca kroz neverbalne i facijalne izraze koji znače te predstavljaju osećaje poput sigurnosti, razbibrige, zaigranosti, opuštenosti, zabavnosti, radosti, sreće, ljubavi, mira, ugode, zadovoljstva i slično. 
U životinjskom svetu može imati različita značenja: kod majmuna je upozorenje protivniku majmunu koji se zastrašuje na takav način. Kod pasa značenje je slično kao kod čoveka.
Osmeh je svojstven ljudskoj vrsti te može i ne mora biti u srodstvu s humorističnom, zabavnom i duhovitom situacijom u trenutku. Osmeh je često automatska reakcija na bezopasnu i nepredvidljivu situaciju koja nas je iznenadila.

## Literatura
- Ottenheimer, H.J. (2006). The anthropology of language: An introduction to linguistic anthropology. Belmont, CA: Thomson Wadsworh.  978-1111828752
- Freitas-Magalhães, A. (2006). The Psychology of human smile. Oporto: University Fernando Pessoa Press.
- Cited in: Russell and Fernandez-Dols, eds. (1997).
- Russell and Fernandez-Dols, eds. (1997). The Psychology of Facial Expression. Cambridge.  0-521-58796-4.

## Spoljašnje veze
- BBC News: Scanner shows unborn babies smile